# Stépanos de Siounie
Stépanos (ou Étienne) de Siounie ou Stépanos Siounetsi (en arménien Ստեփանոս Սյունեցի ; né vers 680, mort en 735) est un écrivain, théologien, grammairien, traducteur, poète et musicien arménien.

## Biographie
Né en 680, Stépanos, fils d'un archiprêtre de Dvin, commence son éducation à la cathédrale de cette ville avec sa sœur Sahakdoukht. Il poursuit ensuite sa formation au monastère de Makin et au séminaire de Siounie sous le métropolite Movsès Kertogh, et la complète par des voyages à Constantinople, Athènes et Rome.
De retour au pays, il transmet au catholicos David Ier d'Aramonk la lettre aux Arméniens du patriarche Germain de Constantinople ; habitué des controverses christologique, il est chargé de la réponse, une réfutation. En 729, il est fait métropolite de Siounie avec le soutien du prince Babgen III. Il meurt en 735, assassiné par une femme dont il a publiquement critiqué les mœurs.

## Œuvre
Stépanos de Siounie est l'auteur de Clefs pour la compréhension des définitions (de Davit Anhaght) et de Porphyre, d'exégèses et de discours, de l'Analyse du grammairien (sur la traduction de la Grammaire de Denys le Thrace), d'études des dialectes arméniens, et du plus ancien commentaire sur les symboles des tables des canons dans la miniature arménienne.
Par ailleurs, il réalise à Constantinople au début du VIIIe siècle la première traduction arménienne d'une chaîne exégétique grecque (sur le Lévitique). Il traduit également le Corpus aeropagiticum en 716-717, ainsi que les traités de Grégoire de Nysse et de Némésios d'Émèse sur le corps humain.
Stépanos est l'auteur de nombreux charakans, principalement sur les thèmes des bienfaits et des martyrs. Par ailleurs, selon Stépanos Orbélian (1297), la classification en huit modes (huit kanons ou kargs formant un charakan) ou « Octoéchos arménien » lui est attribuée, ainsi que l'ancienne notation musicale arménienne au moyen de khaz.